# Джино Перуцці
Джино Перуцці (ісп. Gino Peruzzi, нар. 9 червня 1992, Кордова) — аргентинський футболіст, захисник клубу «Катанія» та національної збірної Аргентини.

## Клубна кар'єра
Народився 9 червня 1992 року в місті Кордова. Вихованець юнацьких команд футбольних клубів «Атлетіко Корраленсе» та «Велес Сарсфілд».
У дорослому футболі дебютував 2010 року виступами за команду клубу «Велес Сарсфілд», в якій провів три сезони, взявши участь у 45 матчах чемпіонату. 
До складу клубу «Катанія» приєднався 2013 року. Відтоді встиг відіграти за сицилійський клуб 17 матчів в національному чемпіонаті.

## Виступи за збірну
2012 року дебютував в офіційних матчах у складі національної збірної Аргентини. Наразі провів у формі головної команди країни 4 матчі.

## Статистика виступів

### Статистика клубних виступів
Станом на 6 квітня 2014 року
| Сезон                   | Команда                 | Чемпіонат               | Чемпіонат | Чемпіонат | Національний кубок | Національний кубок | Національний кубок | Континентальні кубки | Континентальні кубки | Континентальні кубки | Інші змагання | Інші змагання | Інші змагання | Усього | Усього |
| Сезон                   | Команда                 | Ліга                    | Ігор      | Голів     | Ліга               | Ігор               | Голів              | Ліга                 | Ігор                 | Голів                | Ліга          | Ігор          | Голів         | Ігор   | Голів  |
| ----------------------- | ----------------------- | ----------------------- | --------- | --------- | ------------------ | ------------------ | ------------------ | -------------------- | -------------------- | -------------------- | ------------- | ------------- | ------------- | ------ | ------ |
| 2010–11                 | «Велес Сарсфілд»        | ПД                      | 0         | 0         | -                  | -                  | -                  | КЛ                   | 0                    | 0                    | -             | -             | -             | 0      | 0      |
| 2011–12                 | «Велес Сарсфілд»        | ПД                      | 10        | 0         | -                  | -                  | -                  | КЛ                   | 4                    | 0                    | -             | -             | -             | 14     | 0      |
| 2012–13                 | «Велес Сарсфілд»        | ПД                      | 23        | 1         | -                  | -                  | -                  | КЛ                   | 6                    | 0                    | -             | -             | -             | 29     | 1      |
| Усього «Велес Сарсфілд» | Усього «Велес Сарсфілд» | Усього «Велес Сарсфілд» | 33        | 1         |                    |                    |                    |                      | 10                   | 0                    |               |               |               | 43     | 1      |
| 2013–14                 | «Катанія»               | A                       | 17        | 1         | КІ                 | 1                  | 0                  | -                    | -                    | -                    | -             | -             | -             | 18     | 1      |
| Усього за кар'єру       | Усього за кар'єру       | Усього за кар'єру       | 50        | 2         |                    | 1                  | 0                  |                      | 10                   | 0                    |               |               |               | 61     | 1      |

## Титули і досягнення
- Чемпіон Аргентини (5):

«Велес Сарсфілд»: 2010/11К, 2012/13Т, 2012/13
«Бока Хуніорс»: 2015, 2016/17
- Чемпіон Перу (1):

«Альянса Ліма»: 2022
- Володар Кубка Аргентини (1):

«Бока Хуніорс»:  2014/15